# 梁德忠
梁德忠（英語：Tank Leung；1989年12月25日—），是香港舞蹈員及跳舞老師，2018年參加了ViuTV的《全民造星》，2019年再參加《全民造星II》入圍10強。

## 演出
- 賭城群英會
- 晚吹
- 脫獨工程
- 全民造星II
- 太平紋身店
- ERROR自救TV

## 外部連結
- 梁德忠的Instagram帳戶
- 梁德忠的Facebook專頁